# 村井瑞稀
村井 瑞稀（むらい みずき、1992年5月12日 - ）は、三重県出身のモデル、ラジオパーソナリティである。所属事務所はネットアージュ。愛称は「みずきち」。

## 経歴・人物
- 1997年：子役モデルとしてCMに初めて出演。
- 2014年：春以降活動拠点を関西から東京へ移す。
- 2015年秋にlive houseにて dance vocal unit “MIZUKI&ERINA” としてlive 活動も開始。
- 2016年、ネットアージュの先輩に当たる安藤麻貴の後任として、富士スピードウェイのイメージガール「クレインズ」メンバーに選ばれる[注 1]。2017年[注 2]と2018年[注 3]も続投しており、クレインズとしては杏那美夏（2006年 - 2008年在籍）に並ぶ3年連続の在任となった。[4][5][6][7][8]
- 2020年よりニッポン放送「BOUSAI LIGHT HOUSE[9]」でパーソナリティを務める。番組は同年8月に全局中同時間帯 単独首位を獲得。年末特番には、THE STARBEMS日高央、年始特番には時東ぁみがゲスト出演した。
- 趣味は旅行、歌う事、ダンス（5歳から16歳まで習っていた）、ウォーキング。

## 活動
- 2015年：東京モーターショー ダイハツbooth アテンド

### イメージガール
- 2016年 - 2018年：富士スピードウェイイメージガール「クレインズ」[1][2][3]
- 2018年 - 2021年：灯mawaliイメージガール
- 2016年 - 現在：チェリオ ライフガードイメージガール

### ラジオ
- 2020年1月 - 2021年3月：ニッポン放送「BOUSAI LIGHT HOUSE」[9]パーソナリティ 毎週木曜放送
- 2020年 - 2021年：fm yokohama「lovely day」特番出演
- 2020年3月 - 2021年3月：イッツコムチャンネル、fmサルース 毎週木曜日コーナーレギュラー

### 舞台
- G.G.S公演Vol.1「The Earth Gazer」（2015年3月27日 - 29日、アトリエ・リフレ）[10]